# Volo Cubana de Aviación 1216
Il volo Cubana de Aviación 1216 era un volo passeggeri charter internazionale da Boyeros, Cuba, a Città del Guatemala, Guatemala. Il 21 dicembre 1999, un McDonnell Douglas DC-10 operante il volo uscì di pista durante l'atterraggio all'aeroporto Internazionale La Aurora per errore del pilota. In totale, 18 persone persero la vita e 57 rimasero ferite.

## L'aereo
Il velivolo coinvolto era un McDonnell Douglas DC-10-30, marche F-GTDI, numero di serie 46890, numero di linea 77. Volò per la prima volta il 6 dicembre 1972 e venne consegnato ad Air Afrique il 28 febbraio 1973. Venne ceduto ad AOM French Airlines nel gennaio del 1986 che lo noleggiò a Cubana de Aviación del novembre dello stesso anno. Era alimentato da 3 motori turboventola General Electric CF6-50C2. Al momento dell'incidente, l'aereo aveva circa 27 anni.

## L'incidente
Il volo 1216 era una volo charter che trasportava studenti guatemaltechi a casa dalle università cubane. L'aereo decollò dall'aeroporto internazionale José Martí di Cuba con a bordo 296 passeggeri e 18 membri dell'equipaggio. Dopo un volo di due ore, il velivolo venne autorizzato ad atterrare sulla pista 19 dell'aeroporto internazionale La Aurora. Durante l'atterraggio, i piloti non furono in grado di fermare l'aereo, che finì fuori pista e giù per un pendio, schiantandosi contro una decina di case. Nell'incidente persero la vita 18 persone in tutto: otto passeggeri e otto membri dell'equipaggio a bordo dell'aeromobile e due occupanti delle case. Sopravvissero in 298 tra passeggeri e membri dell'equipaggio. 37 tra di loro e 20 altre persone a terra rimasero ferite nell'incidente. L'aereo fu danneggiato irreparabilmente e demolito.
L'incidente avvenne nel quartiere di La Libertad. Jorge Toledo, il pilota cubano, morì durante il disastro.

## Le indagini
Sull'incidente indagò la Sección de Investigación de Accidentes della direzione generale dell'aeronautica civile del Guatemala. Dall'inchiesta emerse che l'aereo atterrò troppo lungo sulla pista bagnata con una decelerazione insufficiente, e che l'equipaggio non iniziò una procedura di riattaccata.
All'incidente contribuirono:
- una velocità di avvicinamento maggiore rispetto a quella standard, dovuta alle particolari condizioni di altitudine e temperatura;
- il sentiero di discesa ripido, che richiese una velocità verticale di avvicinamento più elevata di quella standard;
- una fase di flare troppo lunga, causata da una modalità del pilota automatico che era rimasta attiva (procedura approvata dal manuale dell'aereo), senza azioni correttive da parte dell'equipaggio;
- una probabile componente del vento in coda, sulla quale la torre di controllo non fornì informazioni e che non venne monitorata dall'equipaggio.